# Балада о Нарајаме
Балада о Нарајаме (楢山節考 Narayama Bushikō) јесте јапански филм из 1983. који је режирао Шохеи Имамура.
Главне улоге тумаче Сумико Сакамото као Орин, Кен Огата и Шоичи Озава.
Филм је адаптација књиге Narayama bushikō аутора Шичироа Фуказава и угрубо је инспирисана истоименим филмом из 1958. године који је режирао Кејсукe Киношита. Обa филма истражују митску праксу убасуте, у којој су стари људи одвођени на планину и остављани да умру.
Филм је освојио Златну палму на Филмском фестивалу у Кану 1983. године.
Балада о Нарајами је снимана у префектури Нигата и префектури Нагано.

## Радња
Радња филма се одвија у малом селу у Јапану, у 19. веку. Према традицији, када особа напуни 70 година, мора отпутовати на удаљену планину да умре од глади, што је пракса позната као убасуте. Прича се тиче Орина, која има 69 година и доброг је здравља. Међутим, она примећује да је комшија морао да одведе свог оца на планину, па је одлучила да избегне такву судбину и да настави да живи. Проводи годину дана сређујући све послове своје породице и села, строго кажњавајући породицу која гомила храну и помажући свом млађем сину да изгуби невиност.
Филм садржи оштре сцене које приказују бруталне услове са којима се суочавају сељани. Између секвенци у филму су кратке вињете природе — птице, змије и друге животиње које лове, посматрају, певају, паре се или рађају.

## Зарада
По изласку у Јапану 1983. године, филм је зарадио ¥1,05 милијарди на биоскопским благајнама и ¥1,79 милијарди јена бруто прихода.
У иностранству, филм је продао 21,1 милион карата у Совјетском Савезу, 844.077 карата у Француској након премијерног приказивња 1983. и 1.696 карата у Холандији, Швајцарској и Шпанији између 1996. и 2018. За филм је улазнице купило око 23.7 милиона људи широм света.
- Филмски фестивал у Кану (1983)[2]
  - Златна палма
- Филмска награда Јапанске академије (1984)
  - Најбољи глумац - Кен Огата
  - Најбољи филм
  - Најбољи звук
- Награде Плаве траке (1984)
  - Најбољи глумац - Кен Огата
- Награда за изврсност у кинематографији (1984) - Масао Точизава
- Хочи филмске награде (1983)
  - Најбоља споредна глумица - Мицуко Баишо
  - Најбољи глумац - Кен Огата
  - Најбоље снимање звука

## Дистрибуција у Кини
Почетком 2000-их, филм је имао прилику да буде објављен у Кини, под условом да су сцене секса цензурисане. Редитељ Имамура је консултовао неке кинеске редитеље. Одговорили су да су сцене секса неопходна супротност сценама смрти. Имамура је одлучио да одбије предлог скраћивања филма.